# Amaral da Silva Feitosa
Antonio Cleilson da Silva Feitosa más conocido como Amaral ( Fortaleza , 5 de septiembre de 1987 ), es un futbolista brasileño que actúa como lateral derecho . Actualmente juega para el Cabofriense de la Serie D de Brasil. A pesar de que su posición original es lateral derecho, Amaral también juega en el lado izquierdo del campo. Su primer partido fue en la victoria de Palmeiras sobre Ituano por 2-1 el 12 de enero de 2006 . Amaral también jugó en la selección brasileña sub-20 y sub-17.

## Clubes
| Club             | País      | Año         |
| ---------------- | --------- | ----------- |
| Fortaleza        | Brasil    | 2005        |
| Palmeiras        | Brasil    | 2006        |
| Corinthians      | Brasil    | 2007 - 2008 |
| Atlético Mineiro | Brasil    | 2008        |
| UD Las Palmas    | España    | 2008 - 2009 |
| Bragantino       | Brasil    | 2010        |
| Duque de Caxias  | Brasil    | 2010        |
| Ponte Preta      | Brasil    | 2011        |
| Caracas          | Venezuela | 2011 - 2012 |

## Palmarés
Fortaleza
- Campeonato Cearense 2005

Selección Brasileña
- Campeonato Sudamericano Sub-20 de 2007